# Chelonus nigripennis
Chelonus nigripennis är en stekelart som beskrevs av William Harris Ashmead 1889. Chelonus nigripennis ingår i släktet Chelonus och familjen bracksteklar. Inga underarter finns listade i Catalogue of Life.